# خوریک (داغستان)
خوریک (به لاتین: Khurik) یک منطقهٔ مسکونی در روسیه است که در داغستان واقع شده‌است.